# W kraju ludożerców oraz opowiadania
W kraju ludożerców oraz opowiadania – zbiór opowiadań Władysława Umińskiego z 1896.
Zbiór zawiera opowiadania: W kraju ludożerców; Bumerang; Złośliwy słoń; Mój pierwszy jaguar; Polowanie na łosie i Między gorylami. Większość opowiadań opowiada o przygodach myśliwych w różnych częściach świata.
W roku 1925 zbiór przedrukowano pod nowym tytułem jako Przygody łodzi podwodnej i inne opowiadania dołączając do niego nowe opowiadanie (tytułowe Przygody łodzi podwodnej).

## Historia wydań
Opowiadanie W kraju ludożerców (z podtytułem „powieść”) było opublikowane w odcinkach w Dzienniku Chicagoskim (nr 270-286) w 1895 roku. Doczekało się wydania książkowego o długości 52 stron w wydawnictwie Michała Arcta w 1914. Wcześniej, w roku 1896, ukazał się w tym samym wydawnictwie zbiór opowiadań pt. W kraju ludożerców oraz opowiadania (lub W kraju ludożerców oraz opowiadania myśliewskie) zawierający także opowiadania Bumerang; Złośliwy słoń; Mój pierwszy jaguar; Polowanie na łosie i Między gorylami. W roku 1925 natomiast zbiór przedrukowano pod nowym tytułem jako Przygody łodzi podwodnej i inne opowiadania, nakładem Księgarni K. Treptego dołączając do niego nowe opowiadanie (tytułowe Przygody łodzi podwodnej).

## Fabuła
Opowiadanie W kraju ludożerców przedstawia historię polskich chłopów, napotykających w swojej podróży prymitywną kulturę tytułowych ludożerców w Australii, gdzie przeżywają liczne przygody. Rozczarowani emigracją, wracają do Polski.
Opowiadanie Bumerang także nawiązuje do tematyki australijskiej, jego bohaterem jest kolonista w Australii.
Opowiadanie Złośliwy słoń umiejscowione jest w Indiach.
Bohaterem opowiadania Mój pierwszy jaguar jest Polak, który emigruje do Stanów Zjednoczonych, jako że nie mógł znaleźć pracy w Warszawie. Zostaje tam myśliwym i w pierwszym polowaniu zabija jaguara.
Opowiadanie Polowanie na łosie toczy się wokół tytułowego polowania na łosie w północnej tajdze, wśród Kałmuków.
Opowiadanie Między gorylami umiejscowione jest w Afryce.
W Przygodach łodzi podwodnej, bohater, Polak, porucznik Robert, służy na niemieckim okręcie podwodnym, który wyrusza na misję bojową przeciw flocie angielsko-francuskiej.

## Analiza
Większość opowiadań ze zbioru (zwłaszcza Złośliwy słoń; Mój pierwszy jaguar; Polowanie na łosie i Między gorylami) dotyczy tematyki polowań myśliwskich.
Krystyna Kuliczkowska zauważyła, że opowiadanie Mój pierwszy jaguar nawiązuje do motywu „Polak na obczyźnie”. Z kolei motyw opowiadania, W kraju ludożerców, to nawiązanie kontaktu przez białych z bardziej prymitywnymi kulturami.
Opowiadanie Przygody łodzi podwodnej można zaliczyć do fantastyki naukowej (specyficznie, podgatunku fantastyki militarnej) jako że Umiński przedstawił tam koncept fantastycznej broni przeciwpodwodnej – statków „wyławiaczy”, które zarzucają sieci przeciw okrętom podwodnym i są w stanie wydobyć je na powierzchnię morza. Tematyka okrętów podwodnych jest, jak w wielu powieściach Umińskiego, inspirowana Verne’em – konkretnie Dwudziestoma tysiącami mil podmorskiej żeglugi; podobną tematykę Umiński rozwinął także w powieści W głębinach oceanu (1920).